# Rinorea oppositifolia
Rinorea oppositifolia là một loài thực vật có hoa trong họ Hoa tím. Loài này được Exell miêu tả khoa học đầu tiên năm 1932.